# أولاد مبارك (تادرت)
أولاد مبارك هي إحدى مشيخات المملكة المغربية، تتبع جغرافيا لإقليم جرسيف وإداريًا لتادرت. يقدر عدد سكانها بـ 323 نسمة حسب الإحصاء الرسمي للسكان والسكنى لسنة 2004.